# Koanophyllon hammatocladum
Koanophyllon hammatocladum là một loài thực vật có hoa trong họ Cúc. Loài này được (B.L.Rob. & Britton) R.M.King & H.Rob. mô tả khoa học đầu tiên năm 1975.